# D'Spayre
D'Spayre (a veces D'spayre) es un personaje ficticio que aparece en los cómics estadounidenses publicados por Marvel Comics. Él es un demonio, y fue uno de los Señores del Miedo. Ha sido opuesto por Spider-Man, Araña Escarlata, Hombre Cosa, Cyclops, Hulk, Juggernaut, Doctor Strange, Cloak y Dagger y Los Nuevos Vengadores.
El personaje es interpretado por Brooklyn McLinn en la segunda temporada de Cloak & Dagger en Marvel Cinematic Universe.

## Historial de publicación
D'Spayre apareció por primera vez en Marvel Team-Up v1 # 68 (abril de 1978). Fue creado por el escritor Chris Claremont y el dibujante John Byrne.

## Biografía ficticia
D'Spayre es una creación de Habitante en la Oscuridad, un demonio poderoso que lo creó para que actúe como su agente en la Tierra, mientras que el Habitante mismo es expulsado de la Tierra. La primera acción de D'Spayre es matar a la hechicera Zhered-Na, quien fue la que desterró a su creador. Para hacer esto, D'Spayre manipula a un bárbaro para que mate a Zhered-Na. Durante los próximos milenios, D'Spayre pelea repetidamente contra el estudiante de Zhered-Na, Dakimh el Encantador.
Finalmente, D'Spayre capturó a Dakimh y su alumna Jennifer Kale, pero fue derrotado por Spider-Man y Hombre Cosa.
D'Spayre tiende a aprovecharse de las víctimas que están desesperadas, utilizando su miedo y desesperación para fortalecerse. Aterroriza a Scott Summers y Lee Forrester después de que el padre de Lee se suicidó, pero es derrotado por Summers, quien se resiste a las ilusiones de D'Spayre y encuentra resolución en la memoria de su novia muerta, Fénix. Esta resolución alimenta a la criatura conocida como Hombre-Cosa que ataca a D'Spayre y D'Spayre huye. Luego ataca al Doctor Strange cuando Strange se siente angustiado por la separación de su novia Clea, pero Strange también derrota a D'Spayre, la primera de muchas batallas entre los dos. Habitante en la Oscuridad también amenaza a D'Spayre en este momento.Más tarde él se hizo pasar por Darkimh en un vano intento de llevar al Doctor Strange al abatimiento.
Junto con Pesadilla, más tarde intentó victimizar a Betty Ross, pero fue frustrado por Hulk. Luego fue derrotado y temporalmente debilitado por Rachel Summers.
A lo largo de los años, D'Spayre ha tratado de llevar a muchos héroes a la desesperación, dando como resultado numerosos fracasos. En un caso, manipula a los Señores del Miedo, poderosos demonios y dioses que se nutren de los temores de la humanidad para crear el Gran Miedo. Con sus poderes combinados, los Señores del Miedo (excepto el Hombre de Paja), quien se opone a su plan) cree que pueden hundir a la humanidad en un estado de terror permanente. La mayoría de los Señores del Miedo son derrotados por el Doctor Strange, pero Pesadilla y el creador de D'Spayre, el Habitante en la Oscuridad, logran crear el Gran Miedo. Luego descubren que D'Spayre los ha estado manipulando, el Gran Miedo provoca tanto terror en los humanos que dejan de temer y comienzan a desesperarse, alimentando a D'Spayre, quien se vuelve más poderoso que los dos. Doctor Strange logra detener a D'Spayre, mientras los Señores del Miedo huyen.
D'Spayre también se reveló que infundió a Cloak y Dagger con partes de su alma, llamadas Forma Oscura y Forma Luminosa, respectivamente. También se reveló que fue el creador de la droga "D-Lite", que les otorgó sus poderes.
D'Spayre intenta aumentar su poder utilizando un Cubo Cósmico para aprovechar el dolor del público en general después del asesinato del Capitán América después de la "Guerra Civil", solo para su uso del Cubo, un efecto secundario aparentemente involuntario cuando concedió el "deseo" de aquellos que querían que el Capitán América volviera a atraer a los Invasores al presente. Fue derrotado en una confrontación con los Nuevos Vengadores cuando Echo demostró ser inmune a sus poderes debido a su sordera, lo que le permitió quitarle el cubo.
Durante la historia de "Fear Itself", D'Spayre se encuentra entre los demonios que se reúnen en El Abogado del Diablo para hablar sobre la amenaza de la Serpiente.
Más tarde se reveló que D'Spayre participó en la creación de la personalidad de Hulk, Titán.

## Poderes y habilidades
La naturaleza demoníaca de D'Spayre le proporciona fuerza y durabilidad sobrehumanas y la capacidad de levitar a sí mismo y viajar entre dimensiones. D'Spayre también tiene la capacidad mística de inculcar el miedo en los seres humanos y extraer sustento psíquico del miedo, la angustia y el desaliento que sufren los seres humanos y otras capacidades místicas. Tiene habilidades telepáticas que le permiten a D'Spayre percibir las vulnerabilidades psicológicas de una víctima y proyectar ilusiones en la mente de la víctima. Tiene una vulnerabilidad al daño físico cuando se debilita por la falta de sustento psíquico, y sus poderes dependen de que la gente escuche sus palabras, permitiendo que el sordo Echo lo derrote.
D'Spayre creó Darklight, también conocida como "D-Lite", una droga adictiva que induce dolor en sus víctimas.

## En otros medios
Una representación diferente de D'Spayre aparece en la segunda temporada de Cloak & Dagger, interpretado por Brooklyn McLinn. Esta versión del personaje es Andre Deschaine, un ex-músico de jazz que abandonó su carrera debido a que desarrolló dolores de cabeza severos después de una actuación en la que intentó golpear una "nota blue" especial. Los dolores de cabeza lo llevaron a intentar suicidarse saltando desde un puente en el mismo momento en que explotó la plataforma petrolera Roxxon. Cuando fue expuesto a las energías que fueron liberadas, Andre ganó la capacidad de agotar las esperanzas de las personas, lo que le permite alimentarse de su desesperación para aliviar sus dolores de cabeza. Para proveerse de sus víctimas, abre un "centro comunitario"  junto con la asistente Lia Dewan (una enfermera que conoció y obligó a unirse a él mientras estaba en el hospital después de la explosión), que en realidad es una frente para una red de secuestros y tráfico sexual. Mantiene la desesperación de sus víctimas en forma de registros en una tienda de discos metafísicos. Después de secuestrar a Tandy y llevarla al Motel Vikingo (con la ayuda de Lia), Andre le miente a Tyrone sobre el paradero de Tandy y sus esfuerzos por poner a Tyrone bajo un hechizo. Luego Andre visita a la sacerdotisa vudú Chantelle Fusilier para tratar de encontrar información sobre su veve. Chantelle visita su tienda de discos metafísicos y le dice a Andre que puede convertirse en un Loa si desbloquea el veve. Sin embargo, Mayhem destroza sus discos, liberando a sus víctimas de su desesperación y permitiendo que Tyrone ayude a Tandy a escapar.A pesar de este revés, Andre cautiva a los ciudadanos de Nueva Orleans y desaparece con ellos.Finalmente él desbloquea su veve, entra en la Dimensión Loa y se convierte en D'Spayre, pero es seguido por Tandy y Tyrone, con la asistencia terrenal de Mayhem y la sacerdotisa vudú Evita. Con ayuda adicional de sus aliados Melissa Bowen, Mikayla Bell y Mina Hess, Tyrone y Tandy derrotan y matan a Deschaine con una espada de luz. Juntos, lo confrontaron en su propia mente y al escuchar la fuente de su propio dolor, Tandy usó su daga para poner el disco de Deschaine en un bucle, volviendo su poder contra él y poniendo fin a su amenaza de una vez por todas. Andre recibe más tarde un funeral de Loa por Evita.